# ダリアス・ライス
ダリアス・ライス（Darius Rice、1982年10月16日 - ）は、アメリカ合衆国出身のバスケットボール選手である。ポジションはフォワード。身長208cm、体重106kg。

## 来歴
マイアミ大学に入学。
その後、アラブ首長国連邦、プエルトリコ、バーレーン、NBADL、ウルグアイ、ベネズエラを経て、2013年に来日し、日立サンロッカーズ東京に入団。1シーズンのみで退団。

## 経歴
- テュレーン大学 - Sharjah（アラブ首長国連邦） - San German（プエルトリコ） - Al Manama（バーレーン） - Texas Legends（NBADL） - Hebraica（ウルグアイ） - Trotmundos de Carabobo（ベネズエラ） - 日立サンロッカーズ（2013）[1]